# Paul Rebillot
Pour les articles homonymes, voir Rébillot.

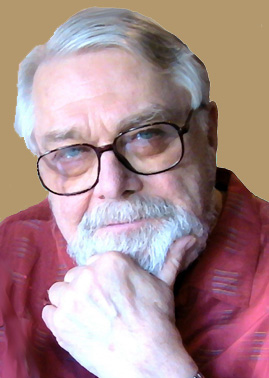

Paul Rebillot, né le 19 mai 1931 et mort le 11 février 2010, est un des pionniers de la psychologie humaniste aux États-Unis et en Europe, créateur de nombreux séminaires-itinéraires de découverte de soi et de développement personnel, dont le plus connu est Le Voyage du Héros. Il est l'auteur de The Call to Adventure: Bringing the Hero’s Journey to Daily Life.

## Biographie

### Les années d'apprentissage
Paul Rebillot naît le 19 mai 1931 à Détroit (Michigan).
Il étudie la philosophie et les sciences de l'éducation à l'université de Détroit, puis le théâtre à l'université de Michigan. Son intérêt pour le théâtre ne se limite pas à l'étude : pendant et après son séjour à l'université, il écrit, produit et joue dans le cadre plusieurs compagnies.
Son service militaire l'emmène au Japon où il collabore à la radio de l'armée des États-Unis pour l'Extrême-Orient. Le contact avec la culture japonaise et, plus particulièrement, la découverte du théâtre Nô influenceront fortement la place qu'il accordera dans son travail au pouvoir du rituel, de la posture et du geste.
À son retour aux États-Unis, Rebillot met en place un département de théâtre expérimental au San Francisco State College. En parallèle, il travaille avec Mumako, un mime japonais, avec lequel il approfondit le rôle du geste rituel et de la posture pour intensifier l'expression de l'énergie, ce qui constituera un des aspects fondamentaux de son travail. 
Il enseigne ensuite le théâtre à l'université de Stanford pendant un an. Puis, en 1969, il crée à San Francisco The Gestalt Fool Theater Family, à la fois groupe de théâtre expérimental et communauté de vie, et il entreprend de développer une approche qui combine théâtre, rituel et thérapie.

### Esalen
Ce travail, ainsi qu'une sévère crise personnelle, le conduit en 1971 à l'Institut Esalen, à Big Sur (Californie). 
Il y travaille avec Stanislav Grof et  John Lilly. Il se forme à la  Gestalt avec Dick Price, l'un des deux cofondateurs d'Esalen, et lui-même élève de Fritz Perls, le fondateur de cette approche. Il y étudie la dynamique de groupes avec Will Schutz. Et il y rencontre Joseph Campbell, spécialiste de mythologie comparée, qui avait explicité, dans son ouvrage Le héros aux mille et un visages (The Hero with a Thousand Faces, publié en 1949) ce qu'il appelle "voyage du héros" ou “monomythe” : un motif d'aventure et de transformation commun, dans toutes les cultures, à tous les récits héroïques.
Ces rencontres avec Price, Schutz et Campbell, les expériences partagées et les échanges orienteront de façon définitive le travail de Rebillot au sein du mouvement du potentiel humain.
En 1972, il travaille avec les médecins et le personnel soignant des hôpitaux psychiatriques de Turlock et Martinez, en Californie, pour leur permettre de mieux appréhender l'expérience de la souffrance mentale et le processus qui peut permettre d'en sortir.
Cette collaboration l'amène à revenir à l'esprit du drame antique envisagé comme processus de catharsis et de guérison. Il reprend la structure du voyage du héros de Campbell, y applique les principes de la Gestalt qui suggèrent que chaque protagoniste du mythe peut représenter une facette de l'être humain, et il y intègre le mouvement, la méditation et le rituel, tout en s'appuyant sur la dynamique des groupes. Il en résulte le séminaire-itinéraire de découverte de soi, Le voyage du héros, qui a fait sa renommée.

### L'Europe
En 1974, Paul Rebillot introduit Le voyage du héros en Europe, tout en continuant à animer à Esalen des ateliers de développement personnel et des formations à la Gestalt. Il intervient en Europe dans le cadre de divers centres, parmi lesquels, en France, le Centre de développement du potentiel humain et l'Institut Boyesen ; aux Pays-Bas, le Jay Stattman’s Institute of Unitive Psychology ; en Irlande, l' Irish Foundation for Human Developpement et l' Amethyst Institute. 
Les tournées en France, en Allemagne et en Autriche, en Irlande, aux Pays-Bas, en Suisse et en Italie prennent de plus en plus d'ampleur, attirant un public diversifié touchant notamment les univers de la santé et de l'éducation. L'Europe devient son champ principal d'activité au cours des années suivantes.
En  1987, Laurance Rockefeller lui accorde une bourse pour écrire un livre sur le voyage du héros. The Call to Adventure: Bringing the Hero’s Journey to Daily Life, est publié en 1993 avec une préface de Stanislav Grof.
Rebillot avait déjà publié en 1989 The Hero’s Journey: Ritualizing the Mystery dans Spiritual Emergency: When Personal Transformation Becomes a Crisis , ouvrage collectif édité par  Stanislav et Christina Grof, auquel il avait contribué aux côtés, entre autres, de Ronald Laing, Roberto Assagioli, John Weir Perry, Ram Dass, Lee Sannella, Jack Kornfield, Holger Kalweit, Anne Armstrong et Keith Thompson.
Entre-temps, Rebillot propose de nouveaux itinéraires de découverte de soi, dont il est l'auteur pour la plupart et qui, pour certains, sont élaborés par ses élèves dans le cadre de la formation professionnelle qu'il prodigue. 
Il initie son dernier projet en 2006 et réunit à cette occasion un groupe transculturel de neuf élèves pour développer avec lui un itinéraire qui retrace la vie d'Abraham. L'atelier qui en résulte, Sur les traces d'Abraham, est animé par ce groupe sous sa supervision en Allemagne en 2007 et, après son retour aux États-Unis, en Irlande en 2009.
En mars 2008, Paul Rebillot met un terme à trente cinq années d'interventions en Europe, mais il continue à prodiguer formation et conseil depuis son domicile de San Francisco. En juin 2009, juste après l'animation en Irlande de Sur les traces d'Abraham par ses élèves, il est atteint de pneumonie. Après huit mois de combat contre l'insuffisance respiratoire, il meurt chez lui à San Francisco, le 11 février 2010.

## Une approche originale
Pour Paul Rebillot, la dilution des rites de passage dans la société moderne est cause de souffrance et de confusion : en l'absence de chamanes ou de maîtres rituels pour jouer le rôle de guide, chacun doit progresser à tâtons pour passer d'une étape à l'autre de la vie — passage souvent solitaire, et parfois traumatisant.
Dès lors, son travail vise à favoriser ce passage. Il l'articule selon la dynamique commune aux grands mythes de l'humanité, dans le respect de ce que chacun considère comme son chemin et sa quête personnels. Il y applique les principes de la Gestalt, considérant que chaque protagoniste du mythe représente une facette de soi. Et il met en jeu toutes les ressources du groupe, du travail sur le corps et du rituel, pour qu'il devienne possible d'éprouver la structure du mythe, de l'intérieur et sous toutes les perspectives.

## Séminaires-itinéraires
Après Le Voyage du héros (The Hero's Journey), créé en 1973, Paul Rebillot a développé plusieurs itinéraires de découverte de soi, parmi lesquels :
- Mort et résurrection (Death and resurrection)

- Cercles de famille (Family Circles)

- Noces intérieures — Une quête de l'homme ou de la femme en soi (The Lover's Journey)

- Rituels de transformation (Rites of Passage)

- Vivre son mythe intime (Dancing with the Gods)
- Le démon "je dois" (The demon "should")
- Ombre et lumière (Owning the shadow)

## Formation à l'approche de Paul Rebillot
En 1988, Paul Rebillot lance en Suisse la School of Gestalt and Experiential Teaching, formation de perfectionnement destinée à des psychothérapeutes en activité, étalée sur quatre ans, combinant la théorie et la pratique de la Gestalt, l'étude des rituels et des mythes, et la dynamique des groupes. Cette formation est aussi l'occasion d'explorer les processus expérientiels de transformation tels que ceux que Rebillot a mis au point lui-même, et d'apprendre à en concevoir et animer d'autres, dans le respect des critères et de la déontologie explicité par Rebillot.
Une autre formation débute aux États-Unis en 1993, suivie, en mai 1996 d'une formation aux Rites de passage, en Allemagne. Par la suite, des formations de perfectionnement ont lieu  en Allemagne, en France, en Irlande, en Angleterre et en Autriche.
En parallèle, les personnes qui souhaitent animer un itinéraire particulier dont il est l'auteur, Le voyage du héros, par exemple, sont invitées à suivre à ses côtés un parcours d'apprentissage inspiré des pratiques des guildes médiévales ou de certaines compagnies de théâtre, processus qui amène les élèves à voyager, vivre et travailler au côté de leur enseignant jusqu'à ce que celui-ci leur accorde son approbation.
Avant de se retirer à San Francisco, Paul Rebillot a chargé certains de ses élèves de prolonger son travail. En Irlande, la Rebillot School of Gestalt and Experiential Teaching et, en France, l'École de Gestalt et processus expérientiels ont vu le jour. Ces écoles offrent l'opportunité de faire l'expérience  des itinéraires conçus par Paul Rebillot lui-même, ou par ses élèves dans le respects de ses principes. 
L'École de Gestalt et processus expérientiels prodigue une formation de perfectionnement en français.

## Publications
- Paul Rebillot et Melissa Kay, The Call to Adventure: Bringing the Héros Journey to Daily Life, HarperSanFrancisco, 1993, préface de Stanislav Grof,  (ISBN 0-06-250709-5) (anglais) .
- Paul Rebillot et Melissa Kay, Die Heldenreise: Ein Abenteue der Kreativen Selfsterfahrung, traduction d'Anna Lax-Lemeschko et FranzMittermair, Kösel Verlag, 2000,  (ISBN 3-466-34371-2) (allemand).
- Paul Rebillot, The Hero’s Journey: Ritualizing the Mystery in Spiritual Emergency: When Personal Transformation Becomes a Crisis] édité par Stanislav Grof et Christina Grof, Warner Books, 1989,  (ISBN 978-0-87477-538-9) (anglais).

Paul Rebillot a publié des articles dans les magazines suivants :
- Aux États-Unis, Pilgrimage and Liturgy.
- En Angleterre, Self and Society et Journal of Biodynamic Psychology.
- En France, Psychologie et L’Autre Monde.

Il est intervenu sur la New Dimensions Radio de San Francisco.

## Conférences (en anglais)
- The Healing Theater 1/2
- The Healing Theater 2/2
- The Hero's Journey
- The Lover's Journey 1/2
- The Lover's Journey 2/2
- Owning the shadow
- The Hero's Journey: Ritualizing The Mystery (cassette audio)